# Бонанса
Бонанса (ісп. Bonansa, кат. Bonansa) — муніципалітет в Іспанії, у складі автономної спільноти Арагон, у провінції Уеска. Населення — 96 осіб (2009).
Муніципалітет розташований на відстані близько 430 км на північний схід від Мадрида, 95 км на схід від Уески.
На території муніципалітету розташовані такі населені пункти: (дані про населення за 2009 рік)
- Бонанса: 74 особи
- Сірес: 3 особи
- Габаррет: 0 осіб
- Бібілес: 5 осіб
- Буїра: 18 осіб
- Есполья: 0 осіб
- Торре-де-Буїра: 2 особи

## Демографія
Динаміка населення (INE ):